# Ninja者
『Ninja者』（ニンジャもの）は、1996年に作られたOVA作品。全2巻。1997年1月1日にはDVD版（全1巻）が発売された。これは日本で発売された最初のアニメDVDである。

## あらすじ
ビャクロ国がカボス軍に侵略されてから十数年。陰遁生活を送るビャクロの隠れ里から六人の少年少女が、一人前の忍者となる昇段試験の為カボス軍の城へ潜入を試みる。一方、彼らの中に世界征服を可能にする大いなる力を秘めたビャクロの姫が居るとして、カボス軍もまた動き出した。

## キャスト
- サクラ：小西寛子
- マツリ：中島麻実
- ユメ：宮嶋ひとみ
- ポチ：宮田始典
- ハヤシ：石塚堅
- カヲル：鈴村健一
- ジャメ：川村万梨阿
- ニッコー：菅原淳一
- マツザカ：二又一成
- イナバ：浅田葉子
- ユキノブ：沢木郁也
- 役人：岩永哲哉
- 殿様：飛田展男
- 司令官：千葉一伸

## スタッフ
- 原案・監督・絵コンテ・キャラクターデザイン - 菅沼栄治
- 脚本 - 山田光洋
- デザインワークス - 岸田隆宏
- 演出 - 元永慶太郎
- 作画監督 - 木﨑文智（共通）、北爪宏幸（第1巻）、北島信幸（共通）、菅沼栄治（第1巻）、西井正典（第2巻）、岸田隆宏（第2巻）
- 美術監督・美術設定 - 須江信人
- 色彩設定 - 金丸ゆう子
- 撮影監督 - 佐藤均
- 編集 - 岡田輝満
- 音楽 - 見良津健雄
- 音響監督 - 松浦典良
- プロデューサー - 田崎廣、渡辺欽哉
- 制作 - AIC
- 製作 - ユーメックス

## 主題歌
「GIRLS SUNSHINE」
作詞 - 工藤哲雄 / 作曲 - 都志見隆 / 編曲 - 見良津健雄 / 歌 - NINJA GIRLS

## 小説
『Ninja者』（にんじゃもの）は、同名OVAを小説化した富士見ファンタジア文庫から発行されている原案：菅沼栄治、著：川口大介によるライトノベルである（ISBN 4-8291-2686-8）。
あらすじ　
隠れ里で修行を続けていたマツリ、サクラら見習い忍者であったがある日、村を訪れた不気味な虚無僧により仲間であるユメをさらわれてしまう。
助けに向かうサクラらNinja達であったが、行く手にはかずかずの困難が待ち受けていた。